# The Huntress Returns
The Huntress Returns es el décimo séptimo episodio de la primera temporada de la serie estadounidense de drama y ciencia ficción, Arrow. El episodio fue escrito por Jake Coburn y Lana Cho, y dirigido por Guy Bee y fue estrenado el 20 de marzo de 2013 en Estados Unidos por la cadena CW. En Latinoamérica, Warner Channel estrenó el episodio el 8 de abril de 2013.
Con la próxima apertura de su club en Los Glades y su creciente relación con McKenna, Oliver parece estar feliz por primera vez desde que regresó de la isla, pero esto termina cuando Diggle le cuenta que Helena ha regresado a Starling City para evitar que su padre consiga un trato con el FBI y pueda comenzar una nueva vida. Más tarde, Helena contacta a Oliver y lo amenaza con atacar a aquellos que quiere si se niega a ayudarla. Mientras tanto, Laurel y el Detective Lance luchan con el regreso de la madre de Laurel; Thea le consigue a Roy un trabajo pero él se niega a dejar su vida criminal y Tommy comprende los motivos que tuvo Oliver para mentir cuando él mismo tiene que ocultarle la verdad a Laurel. Por otra parte, en la isla, Oliver y Slade roban algo de Fyers que podría conseguirles un boleto de salida de ese lugar.

## Argumento
Helena vuelve a Starling City para matar a su padre después de enterarse de que planea hacer un trato con el FBI para obtener el perdón de su condena e ingresar al programa de protección de testigos. Helena acude a Oliver pidiendo su ayuda pero cuando éste se niega, ella ataca Tommy para forzarlo.
Los Vigilantes van tras unos camiones blindados pues en alguno Frank Bertinelli es trasladado, pero Helena es capturada por la policía cuando se revela que fue una trampa. Oliver le ayuda a escapar de la policía para proteger su secreto y le demanda abandonar la ciudad. En respuesta, Helena fuerza a Felicity a encontrar la ubicación de su padre. Oliver descubre esto y se las arregla para detener a Helena de matar a su padre y comienza un enfrentamiento entre los vigilantes, pero cuando llega McKenna, Helena le dispara, dejándola malherida y escapa. En el hospital, McKenna le revela a Oliver que planea mudarse a Coast City para su rehabilitación, poniéndole fin a su relación. 
Mientras tanto, Laurel y el Detective Lance luchan con el regreso de la madre de Laurel; Thea le consigue a Roy un trabajo pero él se niega a dejar su vida criminal y Tommy comprende los motivos que tuvo Oliver para mentir cuando él mismo tiene que ocultarle la verdad a Laurel. En un flashback a la isla, Oliver y Slade roban la tarjeta a un lanzador de misiles de Fyers y tratan de aprovecharla como un medio para salir de la isla.

## Elenco
- Stephen Amell como Oliver Queen.
- Katie Cassidy como Dinah Laurel Lance.
- Colin Donnell como Tommy Merlyn.
- David Ramsey como John Diggle.
- Willa Holland como Thea Queen.
- Susanna Thompson como Moira Queen.
- Paul Blackthorne como el detective Quentin Lance.

## Continuidad
- Thea Queen y Roy Harper fueron vistos anteriormente en Dodger.

- Es el primer episodio donde todos los personajes principales aparecen desde Betrayal.

- Helena Bertinelli fue vista anteriormente en Vendetta.
- Edward Fyers fue visto anteriormente en The Odyssey.

- Su voz pudo ser escuchada mediante una conversación de radio en Dead to Rights.

- Steve Aoki realiza una participación especial en este episodio.

- Oliver comenta que salió con una hermana de Steve antes de su naufragio.

- Es el primer episodio donde Helena Bertinelli es llamada "La Cazadora".
- Después de que McKenna es herida por Helena, en el hospital le dice a Oliver que se mudará a Ciudad Costera para su rehabilitación.

- Ciudad Costera es una ciudad del Universo DC donde vive Hal Jordan, el segundo Linterna Verde.

## Desarrollo

### Producción
La producción de este episodio comenzó el 18 de enero y terminó el 28 de enero de 2013.

### Filmación
El episodio fue filmado del 29 de enero al 7 de febrerero de 2013.

## Recepción

### Recepción de la crítica
El episodio recibió críticas negativas en su mayoría. Noel Kirkpatrick de TV.com, comentó: "Es completamente normal para los programas de televisión, o cualquier forma de narración en serie tomar un pequeño respiro después de un gran episodio. Los episodios de respiro suelen incluir algún tipo de consecuencias emocionales, o tal vez una nueva evaluación de los objetivos y las relaciones. Le dan tiempo al programa para reflexionar sobre los acontecimientos recientes, y normalmente ofrecen una oportunidad para que un cierto grado de desarrollo al personaje. Esencialmente, son estaciones de paso narrativas entre las principales novedades argumentales. "The Huntress Returns" fue uno de estos episodios. Y fue ridículamente aburrido", concluyó.
Jesse Schedeen de IGN calificó al episodio de mediocre y le otorgó una puntuación de 5.9, diciendo: "El regreso de La Cazadora en Arrow esta semana resultó decepcionante, gracias a la mala actuación y una imagen equivocada", y continúa "Los escritores no perdieron mucho tiempo antes de traer a La Cazadora de vuelta al redil. Por desgracia, podría haber sido mejor dejar que la trama abierta por un tiempo más largo. El regreso de Jessica De Gouw como vigilante ballesta en mano, fue decepcionante en varios aspectos. Pero más que nada, era frustrante ver la dirección que los escritores optaron por ir con su personaje". Finalizando: "Aparte de la decepcionante reaparición de La Cazadora, este episodio también sufrió de una trama general de hacinamiento. Temía que este fuera el caso cuando el episodio anterior terminó con el debut de Dinah Lance y la revelación de que su hija Sarah todavía puede estar viva". Schedeen comenta que lo único positivo del episodio fueron las agradable interacciones entre Oliver (Amell) y Tommy (Donnell) y Thea (Holland) y Roy (Haynes), además de las racionadas escenas en flashback.

### Recepción del público
El episodio fue visto por 3.02 millones de espectadores, recibiendo 1 millón entre los espectadores entre 18-49 años.